# Athetesis prolixa
Athetesis prolixa är en skalbaggsart som beskrevs av Bates 1870. Athetesis prolixa ingår i släktet Athetesis och familjen långhorningar. Inga underarter finns listade.